# Caulastraea furcata
Espèce
Statut CITES
Caulastraea furcata est une espèce de coraux appartenant à la famille des Faviidae ou la famille Merulinidae.